# Tokyo Ghoul: re Call to Exist
Tokyo Ghoul: re Call to Exist (東京喰種：re 【CALL to EXIST】?, Tōkyō Gūru: re Call to Exist) è un videogioco d'azione sviluppato da Three Rings e pubblicato da Bandai Namco Entertainment per Microsoft Windows e PlayStation 4 a novembre 2019. È basato sui manga di Sui Ishida Tokyo Ghoul e Tokyo Ghoul:re.

## Modalità di gioco
Tokyo Ghoul: re Call to Exist è un gioco d'azione in terza persona in cui i giocatori possono scegliere di stare dalla parte dei ghoul o degli investigatori, con personaggi giocabili tra cui Haise Sasaki, Ken Kaneki, Kōtarō Amon, Kishō Arima, Touka Kirishima e Shuu Tsukiyama. Il gioco ha una modalità multigiocatore online.

## Sviluppo
Tokyo Ghoul: re Call to Exist è stato sviluppato da Three Rings, ed è basato sui manga di Sui Ishida Tokyo Ghoul (2011–2014) e Tokyo Ghoul: Re (2014–2018).
Il gioco è stato pubblicato da Bandai Namco Entertainment per PlayStation 4 in Giappone il 14 novembre 2019 e per PlayStation 4 e Microsoft Windows a livello internazionale il 15 novembre 2019. L'uscita era originariamente prevista per la fine del 2018, ma è stata ritardata a causa di problemi di qualità.

## Accoglienza
Tokyo Ghoul: re Call to Exist è stato accolto da recensioni contrastanti, che vanno dal positivo al negativo, secondo Metacritic.
La versione fisica del gioco ha venduto circa 4 500 copie in Giappone durante la sua settimana di debutto, classificandosi come il 15° videogioco fisico più venduto in Giappone durante il periodo di tempo; alla sua seconda settimana di vendita però non compariva più nella classifica delle prime 30 vendite settimanali della rivista Famitsu.